# もういちど
『もういちど』は、2014年に公開された日本映画である。

## 概要
落語家の林家たい平が、落語との出会う機会を増やすために、いろんなボールを投げたいという活動の一環として、今回の映画を企画。江戸から明治へ移り変わろうという時代の長屋を舞台にしている。人生の再出発を描いた人情味あふれる感動物語となっているが、落語の入門編にもなる作品に仕上がっているという
。
撮影は東京都にある深川江戸資料館の、深川の町並みを再現した展示室を「そのまま」撮影セットとして使った。
劇中に登場する落語は、猫の皿、二人旅、初天神、子ほめ、味噌豆、狸の札、時そば、藪入り である。

## あらすじ
江戸末期の深川が舞台。家族を失くした失意から噺家になる直前だったのに諦めたたい平。絶望に打ちひしがれたままたどり着いた長屋で、奉公先でいじめにあったことにより心を閉ざした少年の貞吉と出会い、彼に落語を教えることとなった。最初は気が進まなかったが、どんなことにも一所懸命な貞吉を見て、お互いに心を開くようになり、二人とも自分を取り戻すようになっていった。家族を失ったのは火事で子どもが落語の道具を取りに帰って、それを追いかけた妻も焼死したのだった。

## 出演
- たい平：林家たい平
- 貞吉：福崎那由他
- おまさ：富田靖子
- 松次郎：ゴリ
- お菊：大野百花
- 渡辺正行
- 小倉久寛
- 熊谷真実
- 三遊亭金馬
- 野添義弘
- 三谷悦代
- 麻生かほ里
- 水谷加奈

ほか

## スタッフ
- 原案・脚本・監督・編集：板屋宏幸
- プロデューサー:増田英明
- 企画・落語指導：林家たい平
- 美術監修：種田陽平
- 音楽：福田裕彦
- 主題歌：浜田省吾「君に捧げるlove song」
- 撮影監督：古川誠
- 撮影：千葉真一
- DIT：小髪清志、瀧祐介、海野さよこ
- 美術：畠山雄一
- 照明：高坂俊英
- 録音：臼井勝
- 助監督：石川浩之、鈴木農史
- ラインプロデューサー：久保田広志
- オンライン編集：本郷禎一
- MA：東里聡
- 三味線指導：柳家小春
- 出囃子：柳亭市江、林家あずみ
- CGスーパーバイザー：久保江陽介
- 題字：中澤希水
- 宣伝特別協力：電通
- 宣伝協力：西日本新聞広告社、アジアン・スマイルコム
- 配給：マイシアター、ライブビューイング・ジャパン
- 製作者：久保田康、川口真史、池田晃、鈴木仁行、三木明博
- 製作：「もういちど」製作委員会（ライブビューイング・ジャパン、マイシアター、イオンエンターテイメント、文化放送、レスパスビジョン）